# Evolvulus macroblepharis
Evolvulus macroblepharis är en vindeväxtart som beskrevs av Carl Friedrich Philipp von Martius. Evolvulus macroblepharis ingår i släktet Evolvulus och familjen vindeväxter. Inga underarter finns listade i Catalogue of Life.